# 기리노쇼촌
기리노쇼촌(일본어: 桐ノ庄村)은 일본 교토부 후나이군에 있던 촌이다.

## 역사
- 1889년 4월 1일 - 정촌제 시행에 의해 8촌의 구역을 가지고 성립하였다.
- 1929년 4월 1일 - 구 소노베정, 소노베촌과 합병해 새로운 소노베정이 성립, 동일 기리노쇼촌은 폐지되었다.

## 교통

### 철도
구 지역에 철도성 산인본선이 지나가지만, 당시엔 미개통

### 도로
- 산인 가도 (현 국도 제9호선)

현재는 구 지역에 교토 종관자동차도 소노베 나들목이 소재하지만, 당시엔 미개통

## 참고문헌
- 角川日本地名大辞典 26 京都府